# Loureirophonte catharinensis
Loureirophonte catharinensis är en kräftdjursart som beskrevs av Jakobi 1953. Loureirophonte catharinensis ingår i släktet Loureirophonte och familjen Laophontidae. Inga underarter finns listade i Catalogue of Life.